# Nyilamba-Langi (F.30) jezici
Centralni bantu jezici zone F podskupina od (4) nigersko-kongoanska jezika iz Tanzanije koja pripada centralnoj bantu skupini u zoni F. Predstavnici su: 
- langi ili kilaangi [lag], 350.000 (1999 SIL);
- mbugwe ili kimbugwe [mgz], 24.000 (1999);
- nilamba ili ikinilamba [nim], 455.000 (2006);
- nyaturu [rim], 595.000 (2006).

## Vanjske poveznice
- Ethnologue (14th)
- Ethnologue (15th)